# Вест, Такер
Такер Вест (англ. Tucker West, род. 15 июня 1995 года) — американский саночник, призёр чемпионатов мира в командных соревнованиях, победитель этапов Кубка мира. Участник зимних Олимпийских игр 2014 и 2018 годов.

## Биография
Первый международный успех пришёлся на зимние юношеские Олимпийские игры 2012 года в Инсбруке. Там он выиграл золотую медаль в командной эстафете. В индивидуальном спуске он стал 12-м.
Выступал в соревнованиях саночников на зимних Олимпийских игр 2014 года в Сочи. Занял итоговое 22-е место.
На профессиональном уровне, на этапе Кубка мира в сезоне 2016/17, соревнуясь в Лейк-Плэсиде в одиночном разряде стал победителем. И это первый громкий успех американского спортсмена.
Он принимал участие в чемпионате мира 2017 года в Иглсе, где завоевал первую свою медаль, серебряную, в командных соревнованиях.
На зимних Олимпийских играх 2018 года в Южной Корее, он занял итоговое 26-е место.